# Französisch-marokkanische Beziehungen
Die Französisch-marokkanische Beziehungen sind das zwischenstaatliche Verhältnis zwischen Frankreich und Marokko. Beide Länder sind enge Partner und unterhalten intensive wirtschaftliche, politische und kulturelle Beziehungen. Ein erster französischer Botschafter wurde bereits im 16. Jahrhundert an den Hof des marokkanischen Sultans entsendet. Im 19. Jahrhundert geriet Marokko unter europäischen kolonialen Einfluss und zwischen 1912 und 1956 bildeten Teile Marokkos das Protektorat Französisch-Marokko. Nach der Unabhängigkeit Marokkos blieben enge Beziehungen bestehen und ab den 1960er Jahren kamen hunderttausende Marokkaner als Gastarbeiter nach Frankreich. Obwohl es gelegentlich zu Konflikten zwischen beiden Seiten kam, sind die Verbindungen eng geblieben. Marokko hat während des Kalten Krieges und danach eine prowestliche Außenpolitik betrieben und Frankreich hat Marokkos Position im Westsaharakonflikt gegenüber seinem Nachbarn Algerien mehrfach gestärkt.

## Geschichte

### Frühe Beziehungen

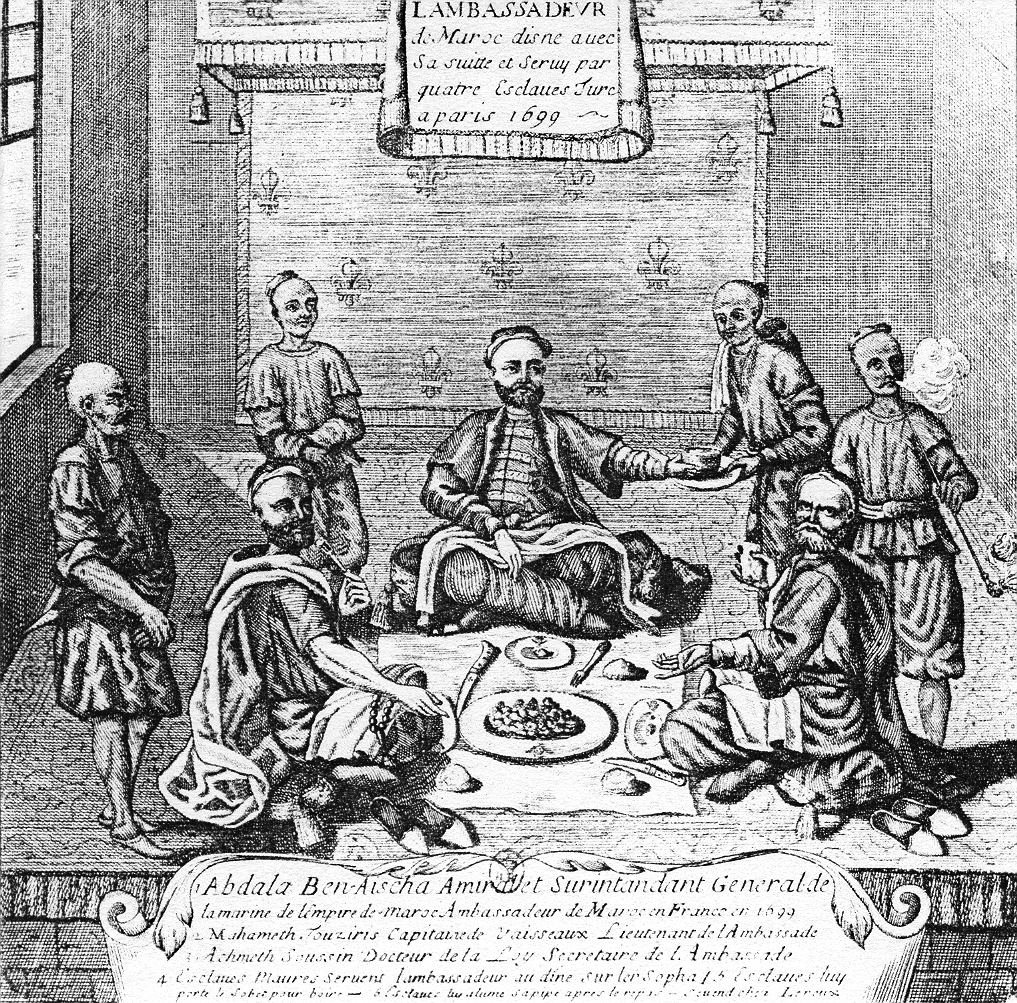
Abbildung des marokkanischen Botschafters in Paris (1699)

Nach der islamische Invasion Spaniens von der marokkanischen Küste aus durch den umayyadischen Feldherrn Tāriq ibn Ziyād im Jahr 711 drangen die Armeen des arabischen Kalifats im 8. Jahrhundert in Südfrankreich bis nach Poitiers und in das Rhônetal bis nach Avignon, Lyon und Autun vor, bis es 732 in der Schlacht von Tours zu einer Wende kam und die muslimischen Armeen besiegt wurden. 1533 entsandte der französische König Franz I. eine erste diplomatische Mission an den Hof des Sultans in Fès. Im 17. Jahrhundert verbündete sich Sultan Moulai Ismail mit König Ludwig XIV. von Frankreich, um die Macht des gemeinsamen Rivalen Spanien einzudämmen – in dieser Zeit gewann Frankreich erheblichen wirtschaftlichen und militärischen Einfluss in Marokko.
Im 19. Jahrhundert führten koloniale Rivalitäten jedoch zu Spannungen. Nach der Eroberung Algeriens durch Frankreich (1830) kam es 1844 zum Französisch-Marokkanischen Krieg aufgrund der Unterstützung Marokkos für den algerischen Freiheitskämpfer Abd el-Kader. Die französische Marine beschoss Tanger und Essaouira, während ein französisches Expeditionskorps die marokkanische Armee in der Schlacht am Isly-Fluss vernichtend schlug. In dem darauf folgenden Abkommen musste Sultan Abd ar-Rahman zusichern, den algerischen Widerstandsführer Abd el-Kader nicht weiter zu unterstützen. Wenige Jahre später verlor Marokko im Krieg gegen Spanien 1859/60 die Stadt Tétouan; der Friedensvertrag zwang das Land zu Gebietsabtretungen (u. a. Ifni) und hohen Entschädigungszahlungen an Madrid. In den folgenden Jahrzehnten geriet Marokko zunehmend unter den Einfluss europäischer Mächte. 1904 verständigten sich die Kolonialmächte in geheimen Abkommen darauf, Marokko zur französischen Einflusszone zu machen; Großbritannien räumte Frankreich freie Hand in Marokko ein, während Paris im Gegenzug britische Interessen in Ägypten respektierte. Die Algeciras-Konferenz von 1906 bestätigte zwar formal die Souveränität des marokkanischen Sultans, gewährte Frankreich und Spanien jedoch weitreichende Kontrollrechte (z. B. bei Polizei und Zolleinnahmen) in Marokko. Anhaltende innere Unruhen schwächten das Land, und nach der Besetzung der Hafenstadt Casablanca durch französische Truppen (1907) bat Sultan Abd al-Hafiz schließlich Frankreich um militärische Hilfe. Am 30. März 1912 unterzeichnete er den Vertrag von Fès, durch den Marokko zum französischen Protektorat wurde. Parallel dazu sicherte sich Spanien eine eigene Kontrollzone im Norden, während Tanger zum internationalen Gebiet erklärt wurde.

### Französisch-Marokko

Mit der Errichtung des französischen Protektorats 1912 begann eine 44-jährige Phase kolonialer Herrschaft in Marokko. Frankreich setzte General Louis-Hubert Lyautey als ersten Résident général ein, der mit einer Politik indirekter Herrschaft die traditionellen Eliten einband und den marokkanischen Sultan (nun unter französischer Aufsicht) im Amt beließ. Die Verwaltung verlegte Lyautey von Fès in die neu aufgebaute Hauptstadt Rabat, während der Atlantikhafen Casablanca sich zum wirtschaftlichen Zentrum des Landes entwickelte. Das französische Kolonialregime investierte in Infrastruktur, Städtebau und eine Modernisierung der Landwirtschaft, schuf jedoch zugleich separate villes nouvelles für europäische Siedler neben den angestammten Medinas. Die 1920er-Jahre waren geprägt von militärischen Kampagnen zur „Befriedung“ des Landes: Französische Truppen unterwarfen bis 1934 auch die zuvor kaum kontrollierten Berbergebiete im Atlasgebirge. Zudem schlugen französische und spanische Einheiten 1925/26 gemeinsam den Rif-Aufstand unter Abd al-Karim nieder, der vom spanischen in den französischen Landesteil übergegriffen hatte. In der Zwischenkriegszeit wuchs die europäische Siedlerbevölkerung, und das französische Bildungssystem beeinflusste eine neue Generation junger Marokkaner. Frankreich versuchte durch Maßnahmen wie das Berber-Dekret (1930), die marokkanische Gesellschaft zwischen Amazigh und Arabern zu spalten und oppositionelle Kräfte zu schwächen. doch das Dekret provozierte eher eine Welle nationalistischer Mobilisierung unter Sultan Mohammed V. und intellektuellen Kreisen.
Während des Zweiten Weltkriegs stand das französisch beherrschte Marokko auf Seiten der Alliierten: Sultan Mohammed V. rief 1939 zur Unterstützung Frankreichs im Krieg gegen die Achsenmächte auf und weigerte sich gegenüber dem Vichy-Regime antisemitische Gesetze zu verabschieden. Marokkanische Einheiten (sogenannte Goumiers) kämpften an der Seite der Freien Französischen Streitkräfte in Nordafrika, Italien und bei der Befreiung Frankreichs. Insgesamt nahmen rund 90.000 marokkanische Soldaten an diesem Krieg teil, von denen etwa 40.000 ihr Leben ließen. Nach Kriegsende verstärkte sich durch die Opfer des Krieges und die Schwächung der französischen Kontrolle durch die kurzzeitige angloamerikanische Besatzung während des Krieges die marokkanische Unabhängigkeitsbewegung – 1944 forderte die Partei Istiqlal offiziell die Souveränität. Frankreich reagierte zunächst mit Repression (darunter der Exilierung Mohammeds V. im Jahr 1953), sah sich jedoch angesichts anhaltender Unruhen und internationalem Druck bald zu Verhandlungen gezwungen. Am 2. März 1956 erkannte Paris mit einer Erklärung die volle Unabhängigkeit und Einheit des Königreichs Marokko an, womit das französische Protektorat endete.

### Beziehungen nach der Unabhängigkeit Marokkos

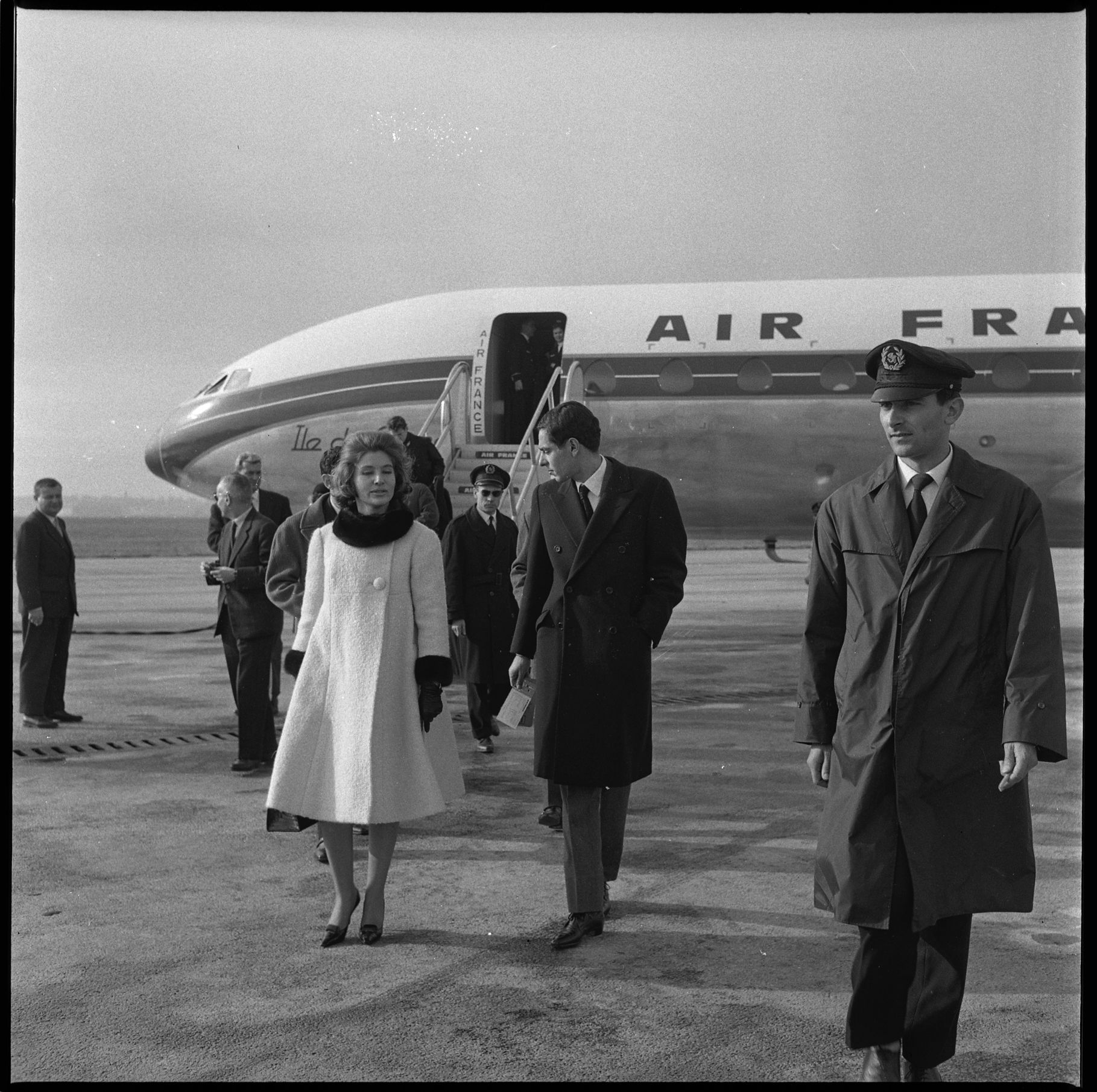
Besuch von Prinz

Nach 1956 blieben die Beziehungen zwischen Marokko und der ehemaligen Kolonialmacht eng, waren jedoch bisweilen von Spannungen überschattet. So unterstütze Marokko die Nationale Befreiungsfront im Algerienkrieg. Frankreich blieb zunächst Marokkos wichtigster Wirtschaftspartner und Investitionsquelle; nahezu alle großen französischen Unternehmen engagierten sich in Marokko, und Paris gewährte Rabat umfangreiche Entwicklungshilfen.  Bereits 1963 schlossen beide Staaten ein Abkommen zur Anwerbung marokkanischer Arbeitskräfte für Frankreich, was den Grundstein für eine anhaltende marokkanische Einwanderung nach Frankreich legte. Eine erste schwere Krise ereignete sich 1965 durch die Ben-Barka-Affäre: Der marokkanische Oppositionspolitiker Mehdi Ben Barka wurde im Oktober 1965 in Paris entführt und vermutlich ermordet, was zu einem Abbruch der diplomatischen Beziehungen zwischen Rabat und Paris für fast vier Jahre führte.  In den folgenden Jahrzehnten pflegten König Hassan II. (Regierungszeit 1961–1999) und die französischen Präsidenten jedoch enge, teils persönliche Kontakte. Frankreich betrachtete Marokko als wichtigen Alliierten in Nordafrika, und regelmäßige Staatsbesuche und Konsultationen unterstrichen das besondere Verhältnis. Zugleich unterstützte Paris Marokko außenpolitisch in zentralen Fragen: So steht Frankreich seit Ausbruch des Westsahara-Konflikts (1975) fest an der Seite Rabats und befürwortet seit 2007 ausdrücklich den marokkanischen Autonomieplan für die Westsahara als Lösungsgrundlage.
Im Februar 2014 löste die Vorladung des marokkanischen Inlandsgeheimdienstchefs Abdellatif Hammouchi durch einen französischen Untersuchungsrichter (wegen Foltervorwürfen) einen Eklat aus; Marokko setzte daraufhin die justizielle Zusammenarbeit mit Frankreich für elf Monate aus. 2021 folgte eine weitere Eiszeit: Medienenthüllungen zufolge gehörte der französische Präsident Emmanuel Macron zu den Zielen der Spionagesoftware Pegasus, mit der marokkanische Dienste zahlreiche Telefone ausländischer Politiker überwacht haben sollen. Paris reagierte verärgert und halbierte die Vergabe von Visa an marokkanische Staatsbürger, was in Marokko für Empörung sorgte. In der Folge blieben wichtige diplomatische Posten monatelang unbesetzt, und der geplante Staatsbesuch Macrons in Rabat wurde verschoben. Ende 2023 näherten sich beide Seiten allerdings wieder an. Beide Länder akkreditierten wieder Botschafter im jeweils anderen Land, und im Oktober 2024 holte Macron einen offiziellen Besuch in Marokko nach. Bei diesem Treffen erklärten Macron und König Mohammed VI. die bilaterale Verbindung zu einem „partenariat d’exception renforcé“ (etwa: verstärkte Ausnahme-Partnerschaft) und definierten gemeinsame strategische Ziele für die Zukunft.

## Wirtschaftsbeziehungen
Frankreich und Marokko unterhalten seit jeher intensive Wirtschaftsbeziehungen. Das bilaterale Handelsvolumen belief sich 2023 auf rund 14,1 Milliarden Euro. Frankreich ist nach Spanien der zweitgrößte Handelspartner Marokkos und rangiert sowohl als Lieferland wie auch als Absatzmarkt an zweiter Stelle. Zwischen 2012 und 2022 stiegen die französischen Importe aus Marokko um 112 %, was vor allem auf die stärkere Einbindung Marokkos in globale Wertschöpfungsketten (insbesondere im Automobilsektor) zurückgeführt wird. Zudem ist Frankreich der bedeutendste ausländische Investor in Marokko. Im Jahr 2023 entfielen 8,4 Milliarden € bzw. rund 31 % des gesamten Direktinvestitionsbestands in Marokko auf französische Unternehmen. Nahezu 1000 französische Firmen (darunter fast alle Großkonzerne des Pariser CAC-40-Index) sind mit Tochtergesellschaften in Marokko vertreten und beschäftigen dort direkt oder indirekt etwa 150.000 Menschen. Französische Unternehmen sind in allen wichtigen Sektoren der marokkanischen Wirtschaft aktiv – neben der Industrie insbesondere in Dienstleistungen, Infrastruktur (z. B. Energie, Wasser) und Gesundheitswesen. Umgekehrt investieren in jüngerer Zeit auch marokkanische Unternehmen verstärkt in Frankreich; der Bestand marokkanischer Direktinvestitionen in Frankreich wuchs von 372 Mio. € (2015) auf 1,7 Mrd. € im Jahr 2023 an.
Frankreich stellt auch die größte Quelle für Tourismus und Auslandskapital in Marokko: 2023 besuchten 4,88 Millionen französische Touristen das Königreich (etwa ein Drittel aller ausländischen Besucher) und ein erheblicher Teil der marokkanischen Rücküberweisungen stammt von in Frankreich lebenden Marokkanern.
Die staatliche französische Entwicklungsagentur Agence Française de Développement engagiert sich ebenfalls stark: Marokko ist der weltweit größte Empfänger von AFD-Finanzierungen (jährlich rund 400 Mio. € an Krediten und 6 Mio. € an Zuschüssen im Schnitt), die vor allem in Infrastruktur, Bildung und soziale Entwicklung fließen.

## Kultur und Migration

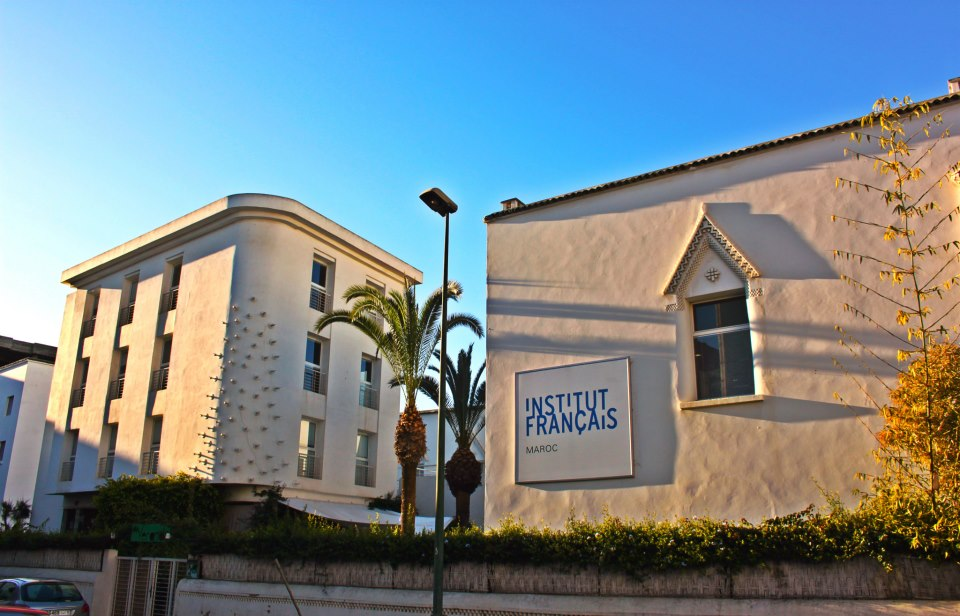
Institut Français in Rabat

Die historisch gewachsenen kulturellen Verbindungen zwischen Frankreich und Marokko sind bis heute lebendig. Französisch ist in Marokko weiterhin eine wichtige Verkehrs- und Bildungssprache: Neben Arabisch und Tamazight gilt Französisch als gängige Umgangssprache und wird im Bildungssystem, in Verwaltung und Medien breit verwendet. Frankreich unterhält ein dichtes Netz von Kultur- und Bildungseinrichtungen in Marokko. So existieren 44 französische Schulen im Land mit insgesamt rund 48.820 Schülerinnen und Schülern (davon etwa 69 % marokkanischer Nationalität). Das Institut Français ist mit 12 Kulturzentren in allen Landesteilen präsent und fördert den kulturellen Austausch, etwa durch Sprachkurse, Bibliotheken und Veranstaltungen. Gleichzeitig zieht das französische Hochschulsystem jedes Jahr zahlreiche junge Marokkaner an: Im akademischen Jahr 2023/24 studierten rund 47.000 marokkanische Studierende in Frankreich, womit sie die größte ausländische Studierendengruppe an französischen Universitäten stellten.
Darüber hinaus lebt in Frankreich eine der größten marokkanischen Diasporas weltweit. Schätzungsweise 1,6 Millionen Menschen marokkanischer Herkunft wohnen in Frankreich (Stand 2024), etwa die Hälfte von ihnen besitzt inzwischen die französische Staatsbürgerschaft. Franzosen mit marokkanischen Wurzeln prägen in vielen Bereichen das gesellschaftliche Leben in Frankreich mit, von der Küche (Couscous zählt etwa zu den populärsten Gerichten) bis zu Sport und Popkultur. Umgekehrt haben sich auch viele Franzosen in Marokko niedergelassen – 2023 waren über 53.000 französische Staatsbürger im Land registriert.